# Gobova juha
Góbova júha je preprosta vrsta juhe, kjer osnovno mešanico razredčimo s smetano ali mlekom in ji dodamo gobe in/ali gobovo juho. V Severni Ameriki je dobro znana kot običajna vrsta kondenzirane juhe v pločevinkah. Kremna gobova juha se pogosto uporablja kot osnovna sestavina enolončnic in tolažilne hrane. Ta uporaba je podobna uporabi omake z okusom gob.

## Zgodovina
Juhe s smetano in gobami so veliko starejše od konzerviranih. Starodavne italijanske in francoske smetanove omake ter juhe na njihovi osnovi pripravljajo že več sto let. V ZDA je podjetje Campbell Soup Company leta 1934 začelo proizvajati dobro znano »Cream of Mushroom Soup«.